# Simulium definitum
Simulium definitum es una especie de insecto del género Simulium, familia Simuliidae, orden Diptera.
Fue descrita científicamente por Moulton & Adler, 1995.